# Амокачи, Дэниел
Дэ́ниел Овефи́н Амока́чи, Даниэль Амокачи (англ. Daniel Owefin Amokachi; 30 декабря 1972, Кадуна, Нигерия) — нигерийский футболист, нападающий.

## Карьера
С 1989 года в профессиональном футболе. Карьеру начал в команде «Ранчерс Бииз» из Кадуны в Нигерии, где его заметил тренер сборной Нигерии Клеменс Вестерхоф, который включил Дэниела в состав сборной для выступлений на Кубке африканский наций в 1990 году.
Вскоре после этого Амокачи получил приглашение от бельгийского клуба «Брюгге», в котором он провёл за пять сезонов с 1990 по 1994 годы 81 игру (забил 35 мячей). Амокачи автор первого гола в истории Лиги чемпионов УЕФА (после смены формата Кубка европейских чемпионов УЕФА) — он поразил ворота московского ЦСКА).

### Самозамена в финале Кубка Англии
Летом 1994 года перешел в английский «Эвертон» — его трансфер обошелся в 3 млн £ (4,7 млн $). В 1995 году с «Эвертоном» Амокачи выиграл Кубок Англии — в полуфинале против «Тоттенхэма» он оформил дубль после выхода на замену. Однако оказалось, что эту замену выдумал сам Амокачи, он просто подошел к резервному судье, назвал свой номер и номер заменяемого футболиста. Главный тренер «Эвертора» Джо Ройл не собирался выпускать футболиста на поле и напротив, стал предъявлять претензии арбитру, что тот не перепроверил информацию. Эвертон к тому моменту уже выигрывал 2:1, так что дубль Амокачи едва ли можно назвать переломным в игре.
Но даже после такого успеха Амокачи так и не смог занять прочное место в основном составе мерсисайдцев — в «старте» чаще выходили Данкан Фергюссон и Пол Райдаут. После сезона-1995/96 Амокачи был продан в «Бешикташ» за 1,75 миллиона фунтов.
За «Бешикташ» Амокачи сыграл 77 игр и забил 19 мячей, проведя в команде три сезона. После завершения контракта с «Бешикташем» в 1999 году Амокачи был близок к переходу в «Мюнхен 1860», однако футболист провалил медицинское обследование. По той же причине Амокачи не смог устроиться в другие команды. В 2002 году команда MLS «Колорадо Рэпидз» была заинтересована в Амокачи, но ввиду отсутствия достаточной спортивной формы не заключила с ним контракт.
Дэниел Амокачи выступал за сборную на чемпионатах мира 1994 и 1998 годов, был обладателем Кубка африканских наций в 1994 году, а в 1996 году стал олимпийским чемпионом, отметившись голом в ворота Аргентины в финальном матче турнира.
С 2006 года Амокачи сделал несколько попыток заняться тренерской работой в нигерийских клубах «Насавара Юнайтед» и «Эньимба», а также выступая ассистентом главного тренера национальной сборной (в 2007 и в 2008).